# Vegyes 3 méteres szinkronugrás a 2016-os úszó-Európa-bajnokságon
A 2016-os úszó-Európa-bajnokságon a műugrás vegyes 3 méteres szinkronugrásának fináléját május 11-én este rendezték a London Aquatics Centreben.

## Versenynaptár
Az időpontok helyi idő szerint olvashatóak (GMT +00:00).
| Dátum                   | Időpont | Forduló |
| ----------------------- | ------- | ------- |
| 2016. május 11., szerda | 21:30   | Döntő   |

## Eredmény
| # | Versenyző                                    | Ország                   | Pontok |
| - | -------------------------------------------- | ------------------------ | ------ |
|   | Grace Reid Thomas Daley                      | Egyesült Királyság (GBR) | 321,06 |
|   | Tania Cagnotto Maicol Verzotto               | Olaszország (ITA)        | 308,70 |
|   | Nagyezsda Bazsina Nyikita Slejher            | Oroszország (RUS)        | 305,28 |
| 4 | Christina Wassen Timo Barthel                | Németország (GER)        | 291,06 |
| 5 | Anasztaszija Negyobiga Oleg Kologyij         | Ukrajna (UKR)            | 289,14 |
| 6 | Daniella Nero Vinko Paradzik                 | Svédország (SWE)         | 265,11 |
| 7 | Jessica Favre Guillaume Dutoit               | Svájc (SUI)              | 255,60 |
| 8 | Rocio Velazquez Roldan Alberto Arevalo Alcon | Spanyolország (ESP)      | 245,16 |